# Liste du patrimoine culturel immatériel de l'humanité à Bahreïn
Cet article recense les pratiques inscrites au patrimoine culturel immatériel à Bahreïn.

## Statistiques
Bahreïn ratifie la convention pour la sauvegarde du patrimoine culturel immatériel le 7 mars 2014. La première pratique protégée est inscrite en 2019.
En 2024, Bahreïn compte 4 éléments inscrits au patrimoine culturel immatériel, sur la liste représentative.

## Listes

### Liste représentative
Les éléments suivants sont inscrits sur la liste représentative du patrimoine culturel immatériel de l'humanité :
| Élément                                                                              | Type | Subdivision | Année | Lien  | Notes | Illus. |
| ------------------------------------------------------------------------------------ | --- | ----------- | ----- | ----- | --- | ------ |
| Les connaissances, savoir-faire, traditions et pratiques associés au palmier dattier | connaissances et pratiques concernant la nature et l'univers savoir-faire liés à l'artisanat traditionnel |             | 2019  | 01509 | Partagé avec l'Arabie saoudite, l'Égypte, les Émirats arabes unis, l'Irak, la Jordanie, le Koweït, le Maroc, la Mauritanie, Oman, la Palestine, le Qatar, le Soudan, la Tunisie et le Yémen            |        |
| Le fjiri                                                                             | arts du spectacle pratiques sociales, rituels et événements festifs traditions et expressions orales      |             | 2021  | 01747 | |        |
| La calligraphie arabe : connaissances, compétences et pratiques                      | pratiques sociales, rituels et événements festifs savoir-faire liés à l’artisanat traditionnel            |             | 2021  | 01718 | Partagé avec l'Arabie saoudite, l'Algérie, l'Égypte, les Émirats arabes unis, l'Irak, la Jordanie, le Koweït, le Liban, la Mauritanie, le Maroc, Oman, la Palestine, le Soudan, la Tunisie et le Yémen |        |
| Le henné : rituels, esthétique et pratiques sociales                                 | pratiques sociales, rituels et événements festifs savoir-faire liés à l'artisanat traditionnel            |             | 2024  | 02116 | Partagé avec l'Algérie, l'Arabie saoudite, l'Égypte, les Émirats arabes unis, l'Irak, la Jordanie, le Koweït, le Maroc, la Mauritanie, Oman, la Palestine, le Qatar, le Soudan, la Tunisie et le Yémen |        |

### Patrimoine immatériel nécessitant une sauvegarde urgente
Bahreïn ne compte aucun élément listé sur la liste du patrimoine immatériel nécessitant une sauvegarde urgente.

### Registre des meilleures pratiques de sauvegarde
Bahreïn ne compte aucune pratique listée au registre des meilleures pratiques de sauvegarde.